# كارلوس إيشيفيريا
كارلوس إيشيفيريا (بالإسبانية: Carlos Echeverría)‏ هو دراج إسباني، ولد في 4 نوفمبر 1940 في Allín ‏ في إسبانيا.

## وصلات خارجية
- كارلوس إيشيفيريا على موقع أرشيف الدراجات (الإنجليزية)
- كارلوس إيشيفيريا على موقع إحصائيات الدراجات الإحترافية (الإنجليزية)
- كارلوس إيشيفيريا على موقع CycleBase (الإنجليزية)